# Schola Nova
Schola Nova est une école internationale d'humanités gréco-latines, créée en 1995 à Incourt en Belgique et ayant pour but d'offrir un enseignement complet (élémentaire et secondaire) axé principalement autour du latin et du grec ancien. 
Les cours se donnent en français, mais aussi en latin, ainsi qu'en immersion (néerlandais, anglais).

## Création
Ayant constaté « la faillite de l'enseignement public » et « l'impossibilité pour l'État de se réformer », Stéphane Feye et son épouse décident en 1995 de fonder à Incourt (Belgique) une école d'humanités classiques. Cette création se base notamment sur l'article 24 de la Constitution Belge qui garantit la liberté d'enseignement. Le but en est « la promotion des langues latine et grecque et de la culture en général ». Après quelques années, avec l'accroissement du nombre d'élèves, l'école se fixe définitivement dans « un vaste bâtiment dont le corps principal date du XVIIIe siècle et qui servit de couvent ».

## Structure et programme
L'école organise des cours pour des classes primaires et secondaires qui regroupent au total « une petite centaine d'élèves et de professeurs »,. À côté des élèves belges francophones et flamands majoritaires, « l'école accueille Anglais, Danois, Catalans et Suédois ». Chaque classe compte ainsi tout au plus une bonne dizaine d'élèves.
En primaires, l'accent est mis sur la connaissance de l'analyse française, du vocabulaire, de l'orthographe, du calcul, à côté des cours d'histoire, de géographie, de néerlandais et de latin ; le latin est enseigné comme une langue vivante.
En secondaires, les cours de latin et de grec ancien sont prépondérants : Schola Nova est ainsi la « seule école de Belgique à proposer neuf heures de latin dans sa grille horaire dès la première secondaire », et cinq heures de grec en deuxième année. Les cours de langues modernes (français, néerlandais, anglais), de mathématiques, de sciences et d'histoire complètent l'horaire hebdomadaire ; plusieurs de ces cours sont donnés en néerlandais, en anglais ou en latin. « À Schola Nova, on ne fait pas qu'apprendre le latin : on le parle, c'est sans doute l'innovation la plus remarquable de l'école »,,,. Il faut toutefois préciser qu'il ne s'agit que « d'une méthode d'enseignement des langues classiques héritée de la Renaissance, qui en prévoit l'usage actif » : « ce qui paraît une innovation était pourtant normal à l'époque d'Érasme ».

## Activités artistiques et extrascolaires
En dehors de l'horaire régulier, l'école organise durant toute l'année de nombreux cours facultatifs gratuits, ouverts à tout public : des cours de langues modernes (espagnol, italien, allemand) et anciennes (égyptien, hébreu, arabe) et des cours artistiques variés (musique ; arts plastiques ; théâtre),.
« La musique occupe une place de choix » ; elle est « omniprésente à Schola Nova : cours d'instruments et de solfège, chorale, écoute musicale, auditions et concerts nombreux ». Les concerts de musique classique en particulier, parfois folklorique, bénéficient généralement d'un grand succès public,,,. La grande salle de concert, fleuron de Schola Nova construit en 2009, peut accueillir jusqu'à 600 personnes.

## Débat sur les «socles de compétences»
En avril 1999, Schola Nova et plusieurs autres écoles demandent à la Justice belge d'annuler, comme contraires à la Constitution, les socles de compétences que la Communauté française voudrait imposer aux écoles privées et à l'enseignement dit « à domicile ». Le 18 avril 2001, l'arrêt de la Cour d'arbitrage, en annulant « les articles 2 à 9 du décret de la Communauté française », accède à cette demande. De ce fait, les écoles mêmes de la Communauté française ont désormais le droit de demander une dérogation à ces socles.